# Nemška Gora
Nemška Gora je naselje v Občini Krško.